# Эгнью, Джейлин
Джейлин Эгнью (англ. Jaylyn Agnew; род. 21 июля 1997 года в Андовере, Канзас) — американская профессиональная баскетболистка, выступавшая в женской национальной баскетбольной ассоциации за команду «Атланта Дрим». Она была выбрана на драфте ВНБА 2020 года во втором раунде под двадцать четвёртым номером командой «Вашингтон Мистикс». Играет на позиции лёгкого форварда.

## Ранние годы
Джейлин Эгнью родилась 21 июля 1997 года в городке Андовер (штат Канзас), училась там же в одноимённой средней школе, в которой выступала за местную баскетбольную команду.